# Étienne Claye
Pour les articles homonymes, voir Claye.
Étienne Claye, né le 12 août 1740 à Tremblay-le-Vicomte et mort le 17 mai 1834 à Bû, est un homme politique français.

## Biographie
Laboureur à Bû, il a pour frère aîné Rémy Claye.
Il est administrateur du département et député d'Eure-et-Loir de 1791 à 1792, siégeant à gauche, puis maire de Bû.

### Biographie
- « Étienne Claye », dans Adolphe Robert et Gaston Cougny, Dictionnaire des parlementaires français, Edgar Bourloton, 1889-1891 [détail de l’édition]